# (38311) 1999 RV106
1999 RV106 (asteroide 38311) é um asteroide da cintura principal. Possui uma excentricidade de 0.06532490 e uma inclinação de 16.59499º.
Este asteroide foi descoberto no dia 8 de setembro de 1999 por LINEAR em Socorro.